# فرانک سوندستروم
فرانک سوندستروم (سوئدی: Frank Sundström؛ ‏ ۱۶ ژانویهٔ ۱۹۱۲ – ۸ نوامبر ۱۹۹۳) بازیگر اهل سوئد بود.
از فیلم‌ها یا سریال‌های تلویزیونی که وی در آن نقش داشته‌است، می‌توان به شرم، آوگوست استریندبری: یک عمر و تابو اشاره کرد.